# Tibellus vosseleri
Tibellus vosseleri är en spindelart som beskrevs av Embrik Strand 1906. Tibellus vosseleri ingår i släktet Tibellus och familjen snabblöparspindlar.
Artens utbredningsområde är Algeriet. Inga underarter finns listade i Catalogue of Life.